# Valeria Papa
Valeria Papa (Genova, 9 settembre 1989) è una pallavolista italiana, schiacciatrice delle San Diego Mojo.

## Carriera

### Club
La carriera di Valeria Papa inizia nel Genova, nel 2005 in Serie D: resta legata al club ligure per quattro stagioni dispudando anche il campionato di Serie C e quello di Serie B2, quest'ultimo nelle ultime due annate di permanenza. Nella stagione 2009-10 è nel Valdimagra di Santo Stefano di Magra, dove milita per due annate, mentre nella stagione 2011-12 si accasa alla Delta Luk di Lucca, sempre in Serie B1.
Nella stagione 2012-13 viene ingaggiata dal Neruda di Bronzolo, con cui nel primo anno di permanenza ottiene la promozione dalla Serie B1 alla Serie A2, categoria dove poi milita con la stessa maglia anche nelle due annate successive, vincendo, nella stagione 2014-15, la Coppa Italia di Serie A2 e il campionato, con la conseguente promozione in Serie A1.
Esordisce quindi nel massimo campionato italiano nell'annata 2015-16 difendendo però i colori del Busto Arsizio, mentre nella stagione successiva torna nuovamente nel club di Bronzolo. Per il campionato 2017-18 si accasa alla Savino Del Bene, sempre in Serie A1, dove rimane due stagioni, prima di accettare la proposta della formazione brasiliana del Flamengo, dove si trasferisce nell'annata 2019-20 per disputare la Superliga Série A. 
Per il campionato 2020-21 torna in Italia per vestire la maglia del Roma Club, in Serie A2, con cui conquista la promozione in Serie A1, categoria dove milita nell'annata successiva con lo stesso club: nel gennaio 2022 lascia però la formazione capitolina per trasferirsi alle tedesche del Potsdam, in 1. Bundesliga, per la parte finale della stagione.
Rientra nel massimo campionato italiano nell'annata 2022-23, accettando la proposta della Megavolley, per poi firmare nella stagione successiva per il Chieri '76, sempre in Serie A1; nel febbraio 2024 lascia il club piemontese, per approdare alle San Diego Mojo nella Pro Volleyball Federation.

## Palmarès

### Club
- Coppa Italia di Serie A2: 1

2014-15